# 衛星現象
衛星現象（えいせいげんしょう、英: satellite phenomenon）とは、ある菌が、別の菌のコロニーの近傍で通常よりよく発育する現象。
ヘモフィルス属菌がブドウ球菌の周辺で良く増殖することなどで知られる。ブドウ球菌はヘモフィルス属菌の発育に必要なV因子（化学物質としてはNAD）を産生するため、ブドウ球菌の周辺ではV因子に富み、これをヘモフィルス属菌が利用するためであると考えられている。Actinobacillus pleuropneumoniae（豚線維素性胸膜肺炎の原因菌）やAvibacterium paragallinarum（伝染性コリーザの原因菌）でも同様の現象が認められる。